# 애니멀톡
애니멀톡(ANIMALTOC)은 동물 매거진 사이트로 동물에 대한 정보, 소식, 애견 동반 장소 추천 등을 전하고 있다. 2022년 12월 29일에 창간되었다.

## 개요
애니멀톡은 반려동물 인구가 1,500만 명에 도래한 시대에 반려인들에게 질 높고 행복한 반려생활을 즐길 수 있도록 다양한 동물 관련 소식, 정보를 제공하고있다.
전문적인 에디터들이 편집과 큐레이팅을 통해 질이 높고 보기 쉬운 콘텐츠를 제공하고 있다. 반려생활을 즐기는 이들에게 만족감을 선사하는 콘텐츠를 생산하는 신생 스타트업이다.